# All Over the Place
All Over the Place es el álbum debut de la banda femenina de nacionalidad estadounidense The Bangles lanzado por el sello Columbia en 1984. David Kahne se encargó de la producción. A pesar de que no fue un éxito comercial, porque entró en el puesto 80 de la lista Billboard 200, les dio una oportunidad de ser teloneras de la cantante y actriz Cyndi Lauper y la banda Huey Lewis & The News. También le llamó la atención al músico Prince, por lo que compuso el sencillo «Manic Monday» de su próximo disco Different Light (1986).
Hubo dos sencillos: «Hero Takes a Fall», que se posicionó fuera del Top 40 británico, y «Going Down to Liverpool», compuesto por el guitarrista Kimberley Rew de la banda Katrina & the Waves, además ganó un premio Brit, el equivalente británico al Grammy. El actor y director Leonard Nimoy aparece en el video musical.
La reedición hecha por el sello Wounded Bird Records (WOU 9220) del disco compacto contiene un bonus track titulado «Hero Takes a Fall» (Single Remix).

## Lista de canciones
| N.º | Título                                                             | Escritor(es)                  | Duración |  |
| 1.  | «Hero Takes a Fall»                                                | Susanna Hoffs, Vicki Peterson | 2:54     |  |
| 2.  | «Live» (versión de The Merry-Go-Round, 1967)                       | Emitt Rhodes                  | 2:36     |  |
| 3.  | «James»                                                            | Peterson                      | 2:36     |  |
| 4.  | «All About You»                                                    | Peterson                      | 2:26     |  |
| 5.  | «Dover Beach»                                                      | Hoffs, Peterson               | 3:48     |  |
| 6.  | «Tell Me»                                                          | Hoffs, Peterson               | 2:15     |  |
| 7.  | «Restless»                                                         | Hoffs, Peterson               | 2:41     |  |
| 8.  | «Going Down to Liverpool» (versión de Katrina and the Waves, 1983) | Kimberley Rew                 | 3:41     |  |
| 9.  | «He's Got a Secret»                                                | Peterson                      | 2:42     |  |
| 10. | «Silent Treatment»                                                 | Peterson                      | 2:07     |  |
| 11. | «More Than Meets the Eye»                                          | Peterson                      | 3:19     |  |

- Fuente:[1][4]

## Crítica
Robert Christgau del sitio de nombre homónimo dijo que el grupo quiere decir: «no me jodan más» y le dio un A-. Mark Deming de Allmusic le dio cuatro estrellas y media de cinco y opinó que es «su mejor [...] LP».